# Ford Taurus
Der Taurus ist ein US-Modell von Ford.
Nach US-amerikanischen Maßstäben sind die ersten vier Generationen des Taurus als Mid-size car einzuordnen. Seit 1986 wurde er bisher in sieben Baureihen produziert. Den Ford Taurus gibt es als Limousine, bis 2007 wurde er auch in einer Kombiversion angeboten. Die Sportversion wird als Taurus SHO bezeichnet. Das weitgehend baugleiche Modell der 2011 eingestellten Ford-Konzernmarke Mercury trug die Bezeichnung Sable. Der Taurus ist das Standard-Dienstfahrzeug der mittleren und höheren Ebenen vieler US-Behörden, wie beispielsweise des FBI.
Seit der fünften Generation gilt der Taurus als Full-Size Car.

## Taurus (1986–1991)
Der Taurus war sowohl stilistisch, als auch technisch ein großer Schritt nach vorn. Er war Fords erster US-amerikanischer Mittelklassewagen mit Vorderradantrieb.
Im Frühjahr 1986 führte Ford den frontgetriebenen Taurus (als viertürige Limousine und fünftürigen Kombi) als Nachfolger des Ford LTD mit Hinterradantrieb ein. Die Karosserie war modern, mit bündig eingepassten Scheinwerfern und ohne traditionellen Kühlergrill strömungsgünstig gestaltet. Die Ausstattungsstufen umfassten das Basismodell L, das Benzinsparmodell MT5, ferner GL und LX. Als Motoren standen ein 2,5-l-Reihenvierzylinder mit 65 kW (89 PS) oder ein Dreiliter-V6 mit 104 kW (142 PS) zur Wahl, letzterer im LX serienmäßig. Den MT5 gab es nur mit Fünfganggetriebe, die übrigen Vierzylindermodelle wurden mit einer Dreistufen-, der V6-Motor grundsätzlich mit Vierstufenautomatik ausgeliefert.
Ab 1987 leistete der Vierzylinder 67 kW (91 PS), ansonsten blieb der erfolgreich gestartete Taurus in diesem Jahr unverändert.
Ab 1988 entfiel der MT5 Kombi und ein neuer 3,8-Liter-V6-Motor war für alle Modelle (außer MT5) gegen Aufpreis erhältlich. Er leistete mit 104 kW ebenso viel wie der weiterhin angebotene Dreiliter, hatte aber ein höheres maximales Drehmoment.
Auch die MT5-Limousine fiel ab 1989 aus dem Programm. Neu war hingegen der Taurus SHO als Sportlimousine mit einem 164 kW (223 PS) starken, von Ford gemeinsam mit Yamaha entwickelten und dort auch gebauten Dreiliter-V6 mit 24 Ventilen und zwei obenliegenden Nockenwellen, Fünfganggetriebe, Sportfahrwerk und sportlicher Ausstattung.
Für das Modelljahr 1990 erhielten alle Modelle im Spätsommer 1989 einen überarbeiteten Innenraum mit Airbag-Lenkrad und ein neues Armaturenbrett.
Der Vierzylinder kam ab Ende 1990 dank sequenzieller Einspritzung nunmehr auf 78 kW (106 PS) und erhielt ebenfalls die Vierstufenautomatik. Den SHO gab es nun mit 16-Zoll-Leichtmetallrädern.
Vom Taurus der ersten Generation fertigte Ford in knapp sechs Jahren 1,96 Millionen Exemplare.

Ford Taurus Sedan (1989–1991)
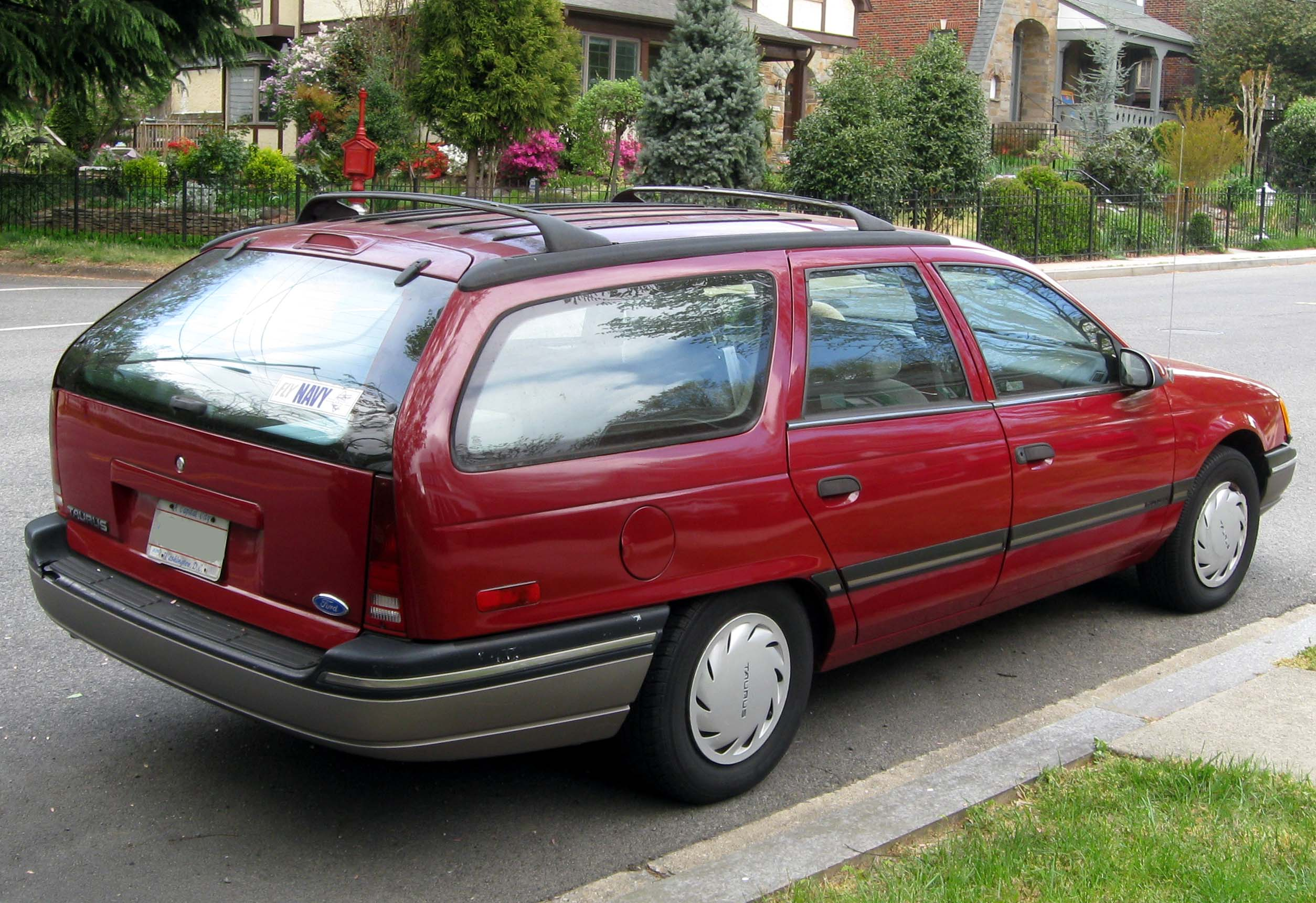
Ford Taurus Wagon (1989–1991)
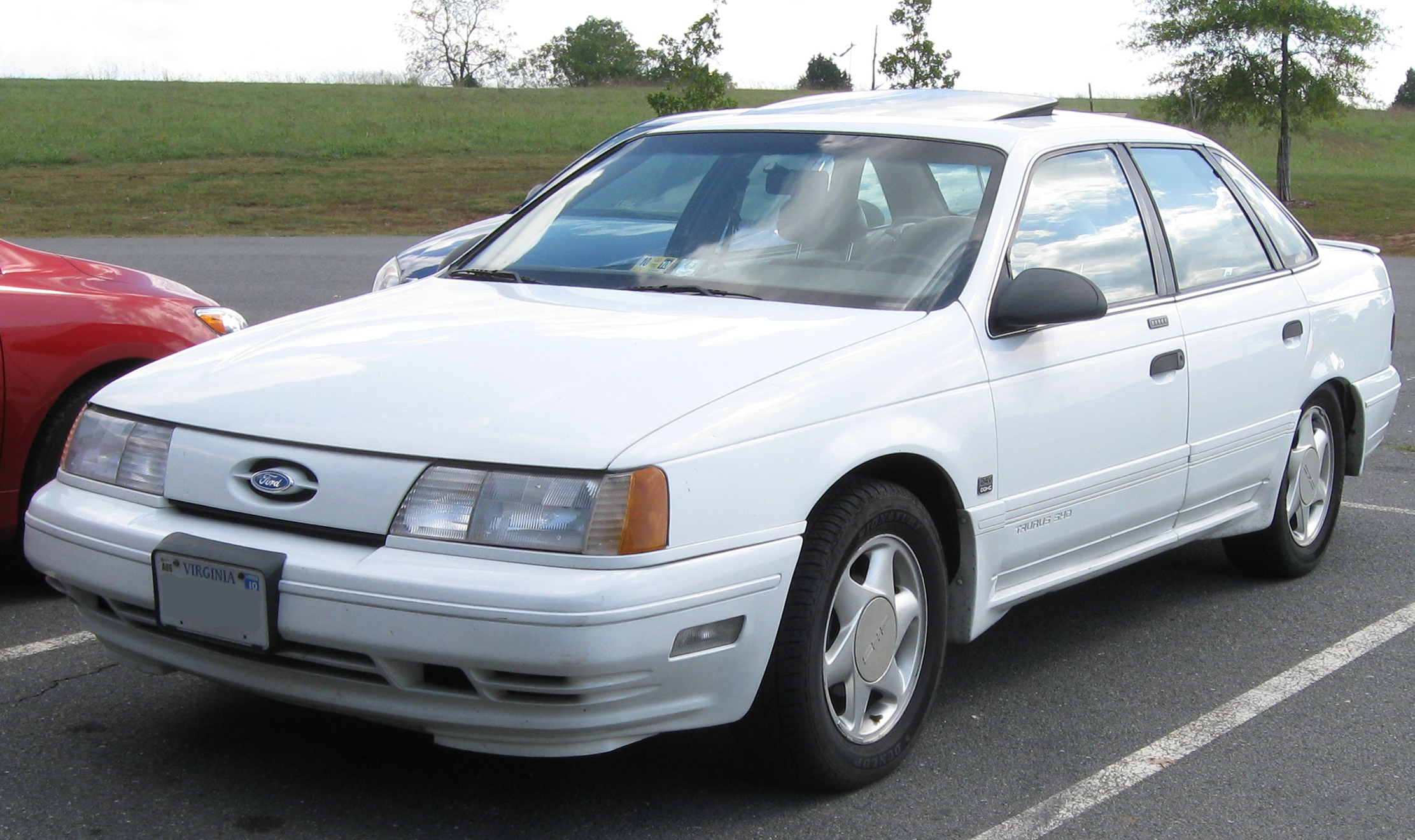
Ford Taurus SHO (1989–1991)

## Taurus (1991–1995)
Von Herbst 1991 bis Sommer 1995 wurde die überarbeitete Version des Taurus gebaut. Dessen Karosserie wirkte zwar der der ersten Serie sehr ähnlich, war aber komplett neu konstruiert, und auch der Innenraum war neu gestaltet worden.
Der neue Taurus war ab Herbst 1991 erneut in den Varianten L, GL und LX erhältlich, jeweils als Viertürer und Kombi, sowie als Sportlimousine SHO. Der Vierzylinder entfiel, lieferbar waren der Dreiliter-V6 und der ebenfalls 104 kW (141 PS) starke 3,8-Liter-V6-Motor, beide mit Vierstufenautomatik gekoppelt; im SHO tat unverändert der Ford-/Yamaha-Dreiliter seinen Dienst.
Im Herbst 1992 wurde das Einstiegsmodell L gestrichen und den SHO gab es erstmals auch mit Automatik; im Automatik-SHO kam eine auf 3,2 Liter vergrößerte und drehmomentstärkere Version des Ford/Yamaha-V6-Motors zum Einsatz.
Mitte 1993 wurde die Serienausstattung bei allen Modellen um einen Beifahrerairbag erweitert.
Im Herbst 1994 kam die zwischen GL und LX angesiedelte SE-Limousine neu ins Programm. Die Ausstattung des GL wurde um eine heizbare Heckscheibe, getönte Scheiben und eine Klimaanlage erweitert.
Der Taurus der zweiten Generation war in den Kalenderjahren von 1992 bis 1995 jeweils das meistverkaufte Auto auf dem US-Markt. Insgesamt stellte Ford rund 1,5 Millionen Exemplare her.

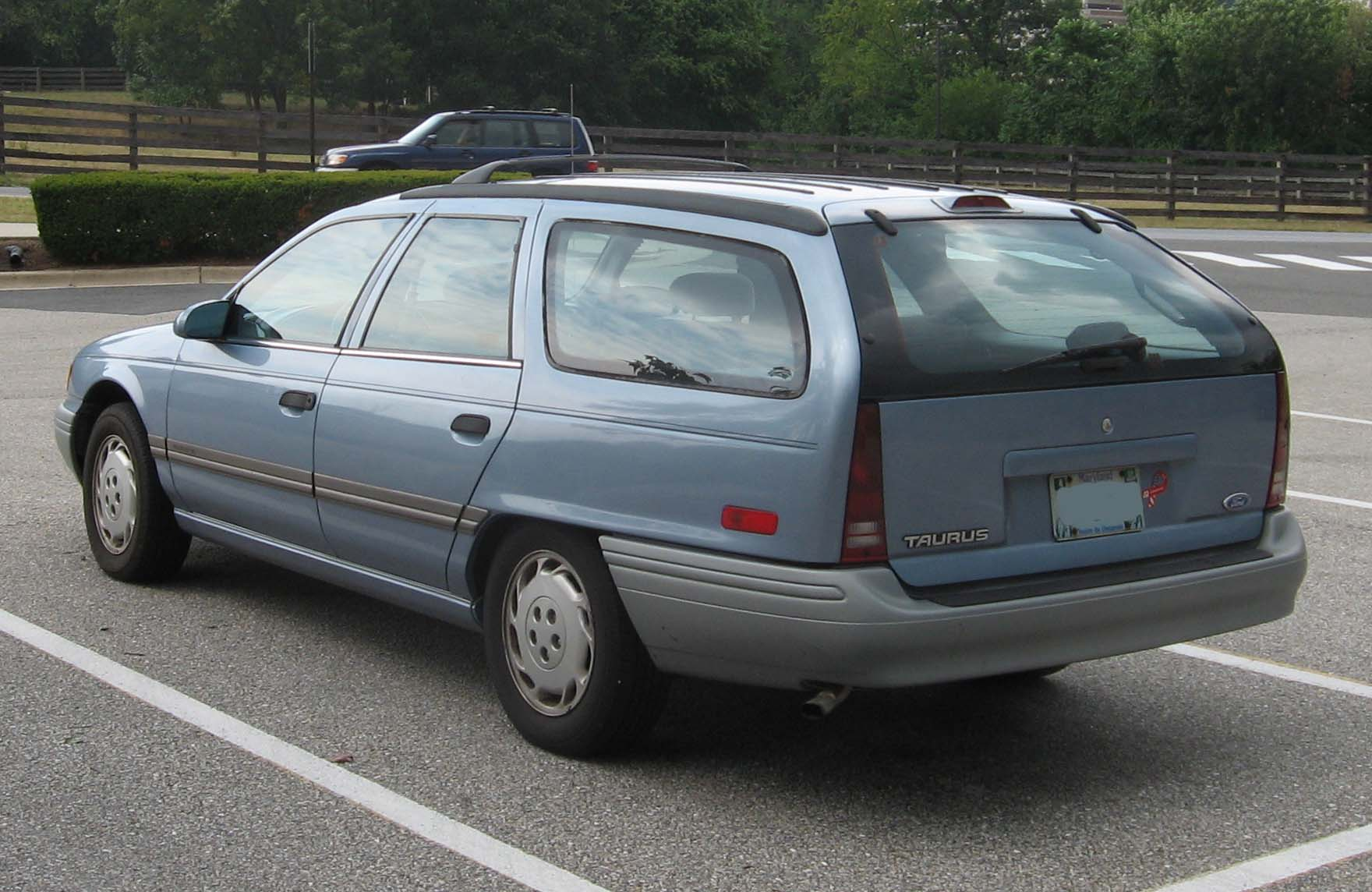
Ford Taurus Wagon (1991–1995)
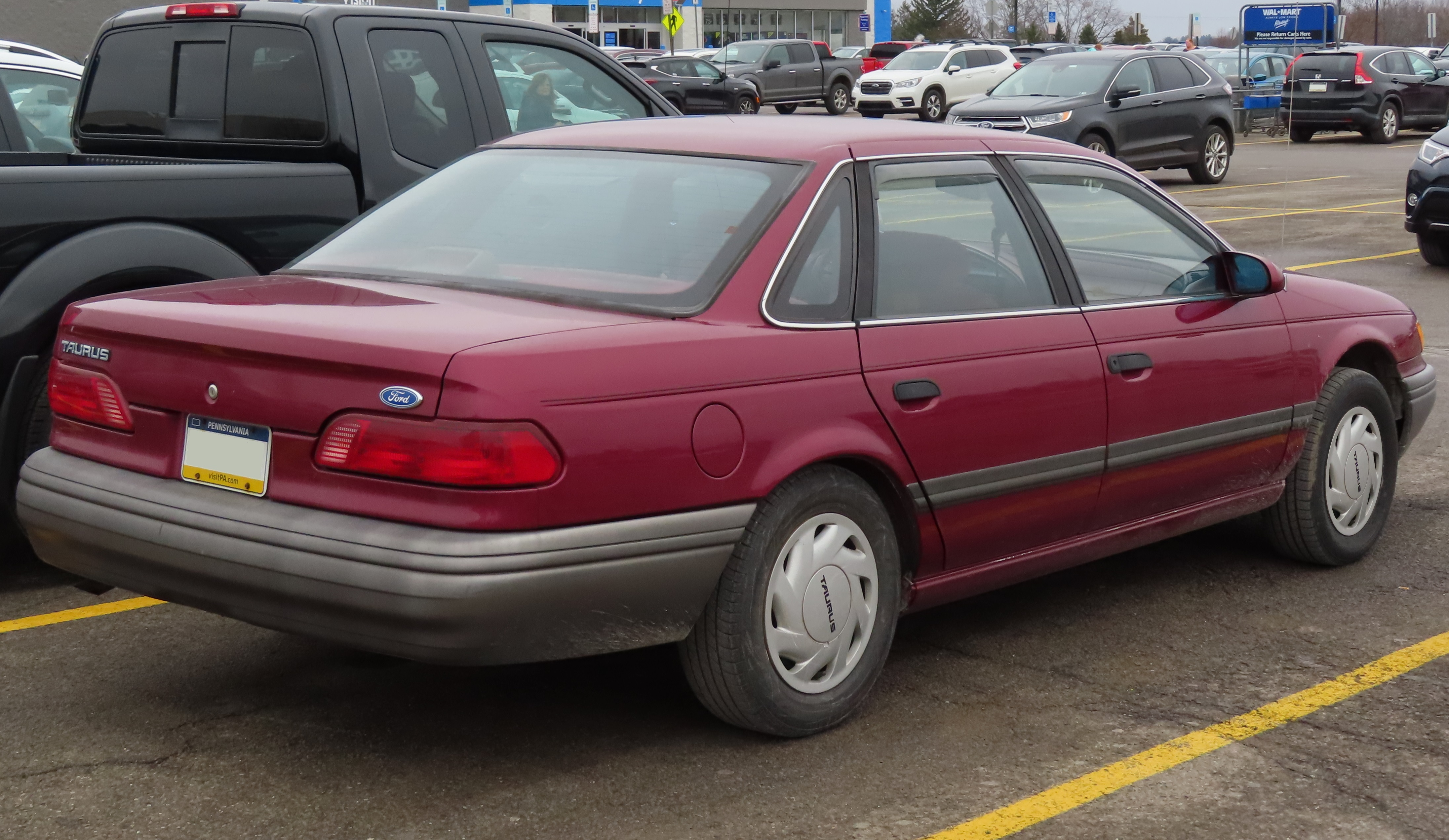
Heckansicht
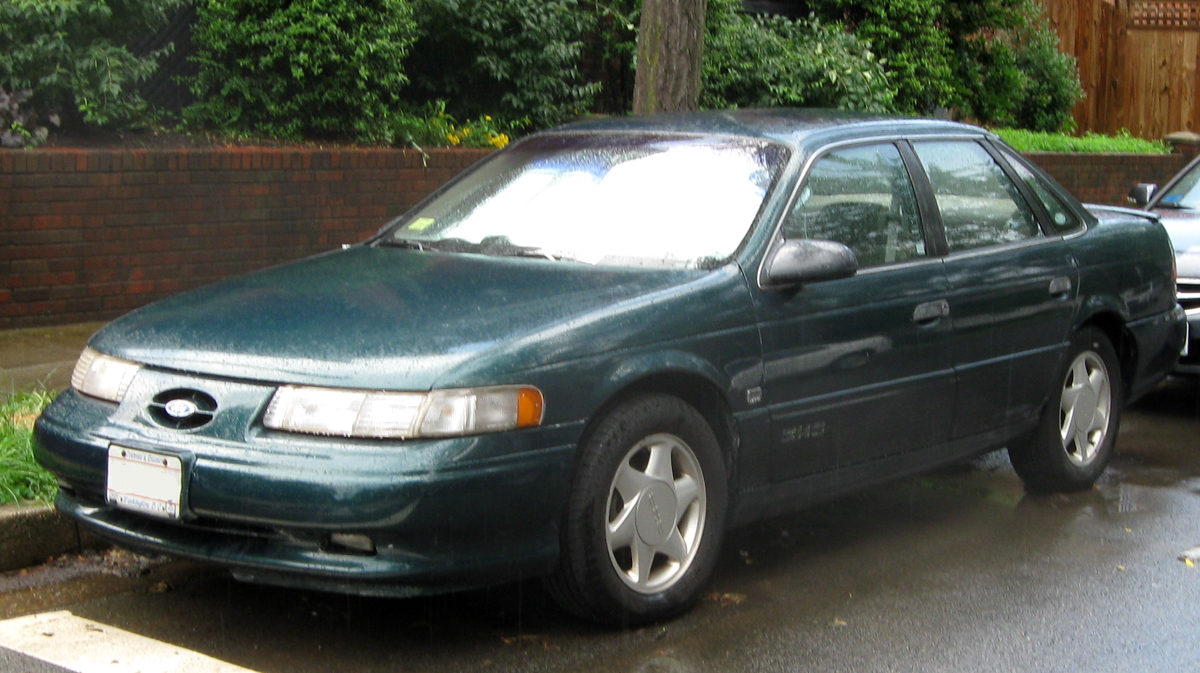
Ford Taurus SHO (1991–1995)

## Taurus (1995–1999)
Von Spätsommer 1995 bis Ende 1999 wurde der Taurus in komplett neuem Design gebaut. Allerdings war diese Baureihe nicht mehr so erfolgreich wie ihre Vorgänger, weil viele Käufer ihren Stil als zu radikal empfanden. Die Form geriet sehr rundlich und flächig, insbesondere die oval geformten Heckscheiben waren umstritten.
Im September 1995 startete der neue Taurus, wiederum als viertürige Limousine und fünftüriger Kombi in den Ausstattungsvarianten GL und LX, dazu als Sportlimousine SHO. Der GL besaß einen 108 kW (147 PS) starken Dreiliter-V6, der LX einen 149 kW (203 PS) leistenden Dreiliter-V6 mit zwei obenliegenden Nockenwellen und der SHO einen 3,4-Liter-V8 mit 179 kW (243 PS). Der SHO wurde nur noch mit Vierstufenautomatik angeboten.
Im Frühjahr 1997 ergänzte der G als Einstiegsmodell die Taurus-Palette. Der SHO erhielt neue Fünfspeichen-Alufelgen und einen Heckspoiler in Wagenfarbe.
Anfang 1998 wurde das Modellprogramm neu geordnet; den LX gab es jetzt als Limousine, den umfangreicher ausgestatteten SE als Limousine und Kombi und den SHO als Sportlimousine. LX und SE besaßen den 108-kW-Dreiliter serienmäßig, konnten aber beide auch mit der 149-kW-Variante geordert werden. Kühlergrill und Frontschürze wurden einem leichten Facelift unterzogen.
Ab Anfang 1999 war der 149-kW-V6 für den LX nicht mehr lieferbar.
Der Taurus der dritten Generation konnte den Spitzenplatz, den der Vorgänger in der US-Verkaufsstatistik innegehabt hatte, nicht mehr verteidigen. In vier Jahren konnte Ford aber trotz allem etwa 1,4 Millionen Stück absetzen.

### Kulturelle Referenz
„Jetzt fährt Ronnie einen neuen Taurus, silbrig grau wie eine Teflonpfanne, im 1999er Styling, bei dem jedes Detail tropfenförmig oval ist- die Rücklichter, die Scheinwerfer, die eingelassenen Türgriffe, alles gleich in der Form, und das Heck, wo man den Kofferraum aufklappt, ein langes eingedetschtes Queroval, wie ein Schnurrbart oder eine aus Fertigbackmischung hergestellte Teigrolle, die in der Mitte zusammengedrückt ist.“

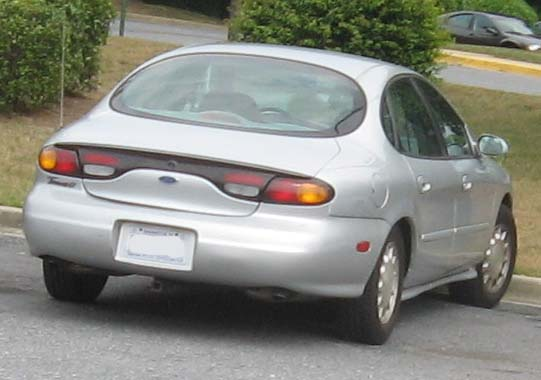
Heckansicht
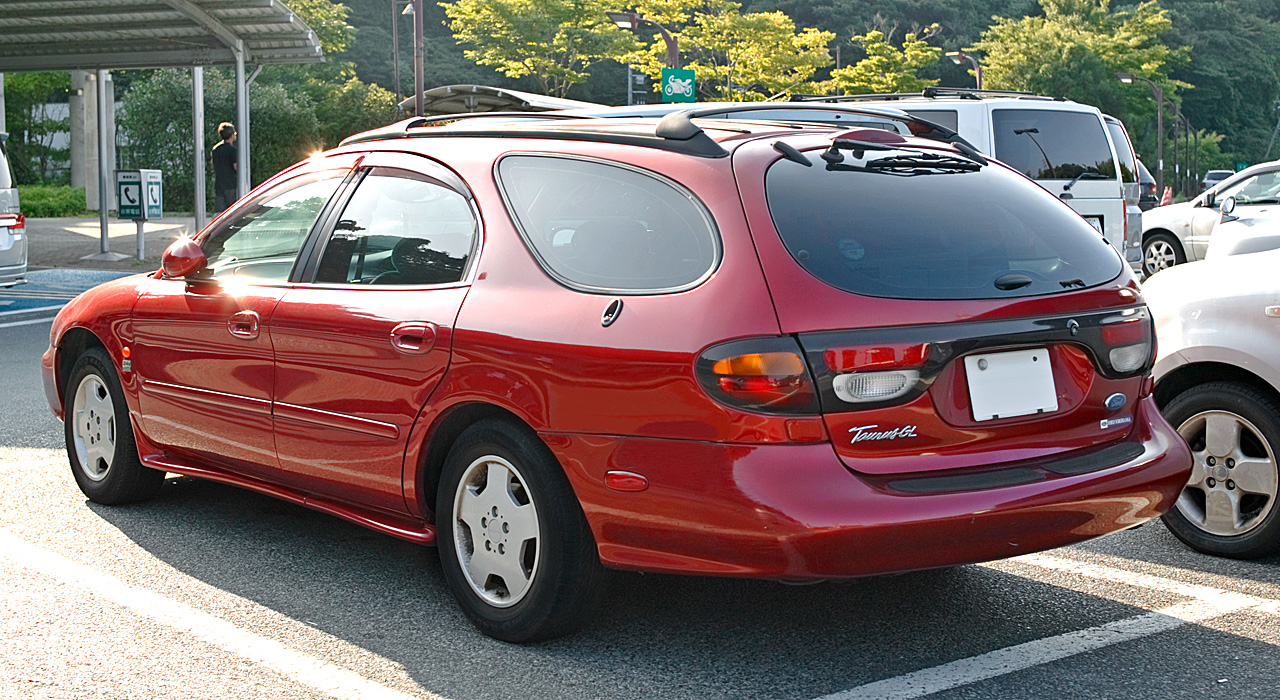
Ford Taurus Wagon (1995–1998)
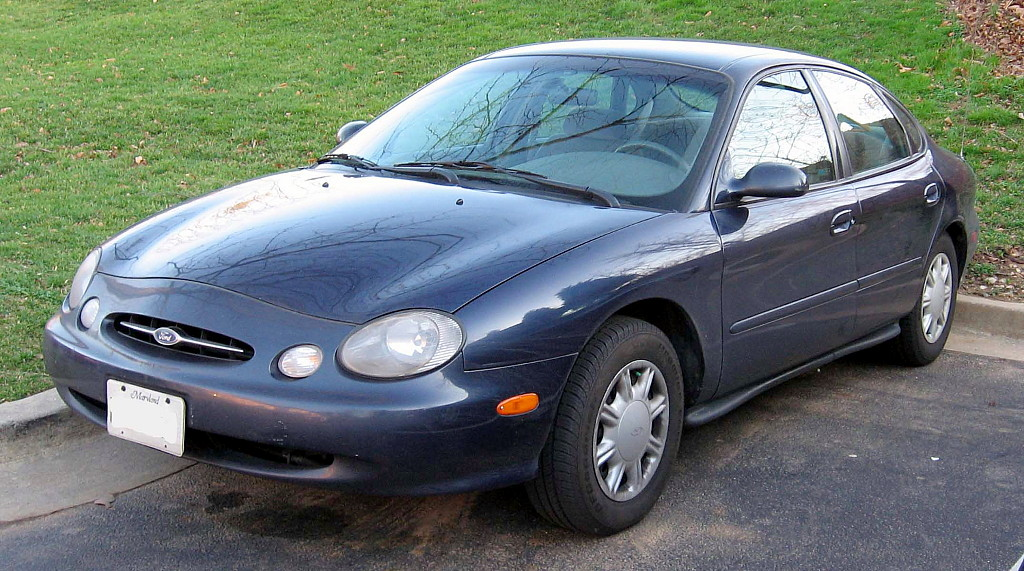
Ford Taurus Sedan (1998–1999)
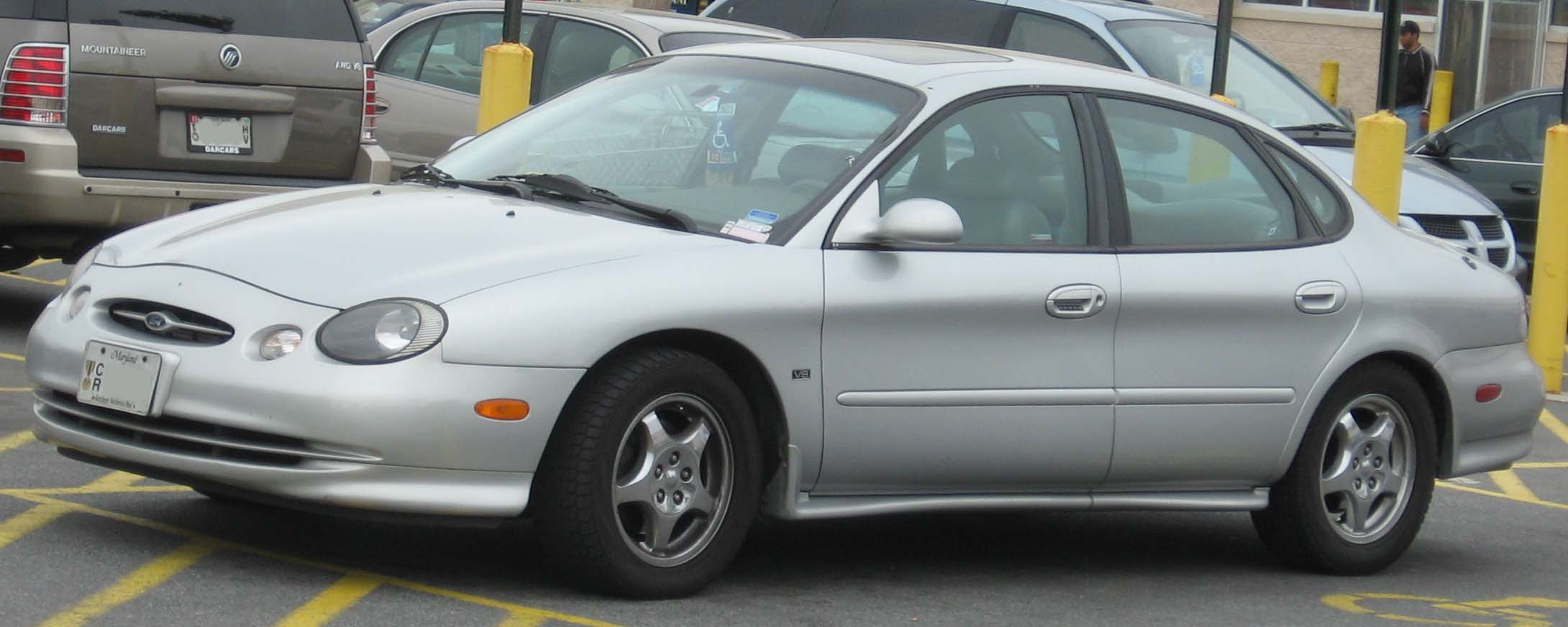
Ford Taurus SHO (1996–1999)
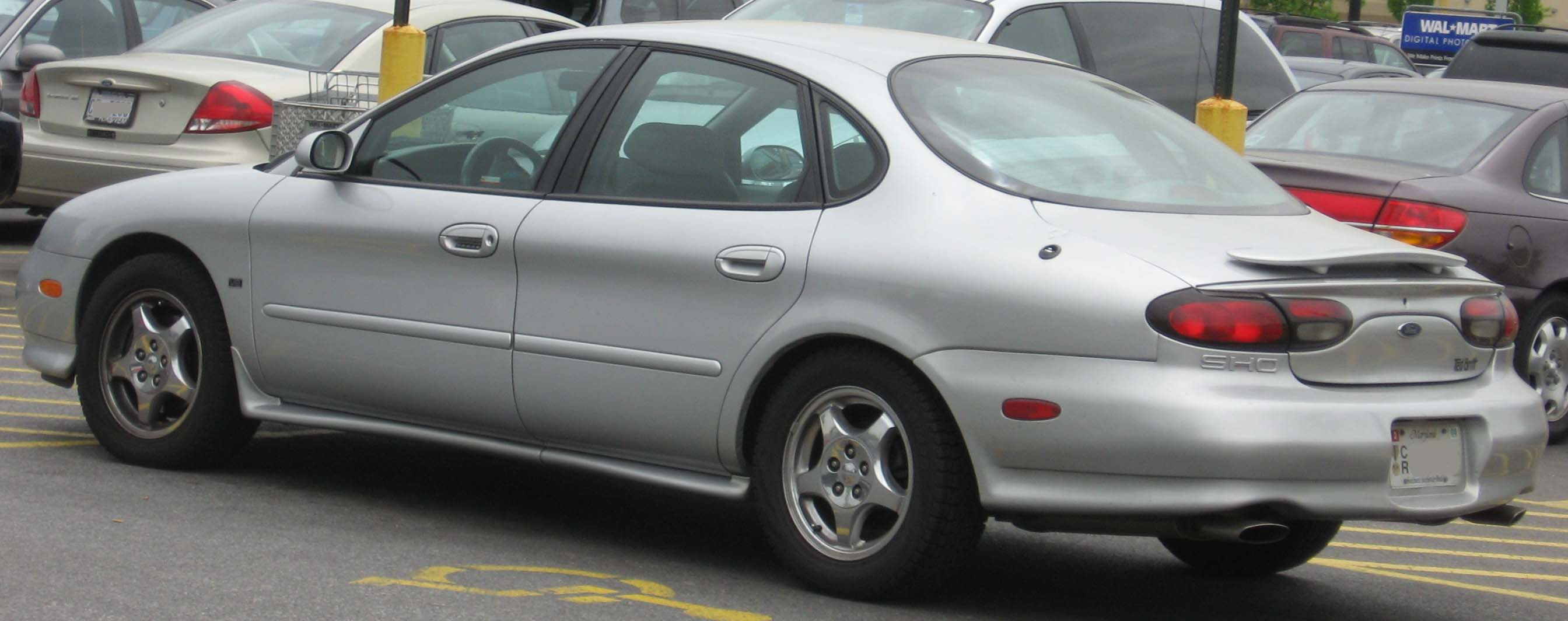
Heckansicht

## Taurus (1999–2006)
Als Reaktion auf die Kritik am Design des vorangegangenen Modells erhielt der Ford Taurus im November 1999 ein umfassendes Facelift, durch das die Optik des Wagens wesentlich konventioneller wirkte.
Von Ende 1999 bis Ende 2006 wurde der überarbeitete Taurus in den Versionen LX, SE, SES und SEL als viertürige Limousine und als fünftüriger Kombi verkauft. Der SHO war mit dem Modellwechsel weggefallen. Der Antrieb erfolgte über den jetzt 115 kW (157 PS) starken Dreiliter-V6 oder (bis 2005) durch den 149 kW leistenden DOHC-Dreiliter mit Vierstufenautomatik.
Im Herbst 2003 erfolgte ein leichtes Facelift, das an geänderten Front- und Heckschürzen zu erkennen war. Ab Anfang 2005 war der Taurus nur noch für Flottenkunden erhältlich.
Der Mitte 2004 vorgestellte Ford Five Hundred war als Nachfolger des Taurus konzipiert worden. An der Umbenennung gab es jedoch heftige Kritik, und der Five Hundred wurde von potentiellen Käufern nicht als würdiger Nachfolger des Taurus akzeptiert. Dem Ford-Management wurde Ignoranz hinsichtlich einer zwanzig Jahre erfolgreichen Modellreihe vorgeworfen. Die Kritik blieb nicht ohne Wirkung auf das durch diverse Misserfolge ohnehin verunsicherte Management; ab dem Modelljahr 2008 fand für den tiefgreifend überarbeiteten Five Hundred wieder die Bezeichnung Taurus Verwendung.

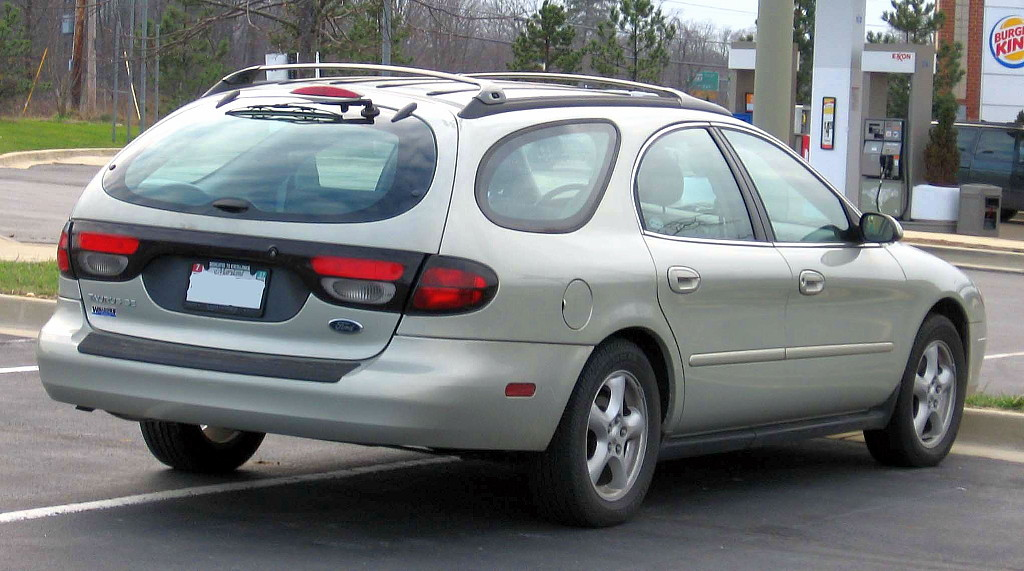
Ford Taurus Wagon (1999–2003)
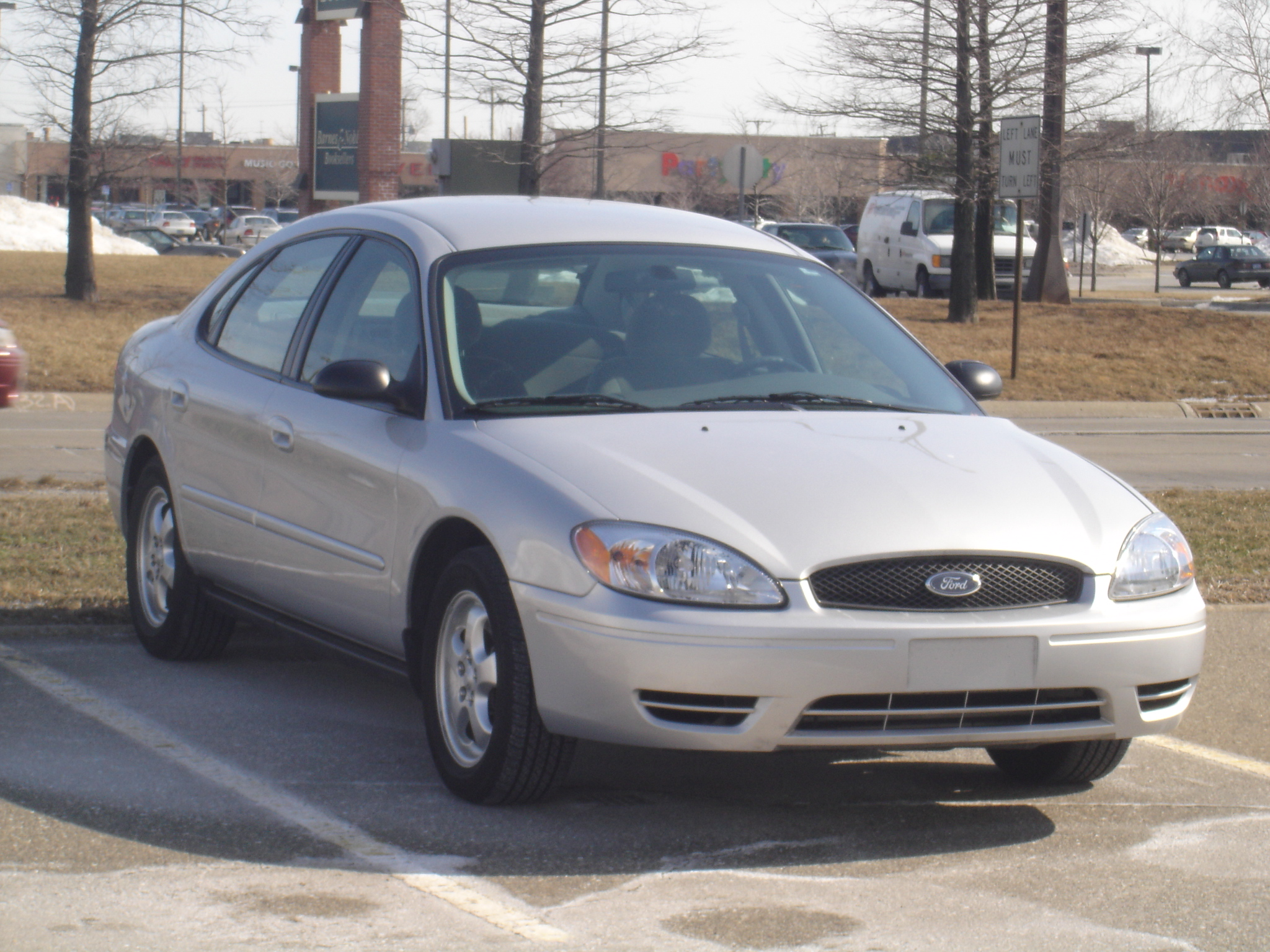
Ford Taurus Sedan (2003–2006)
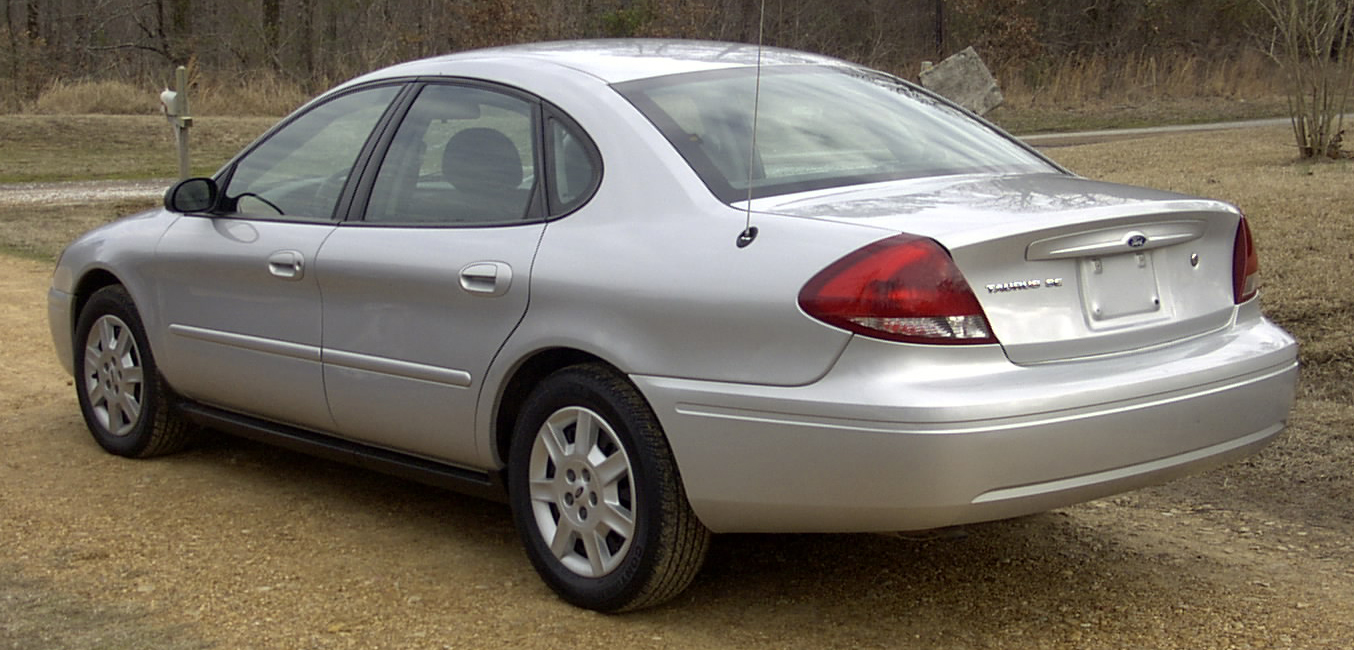
Heckansicht

## Taurus (2007–2009)

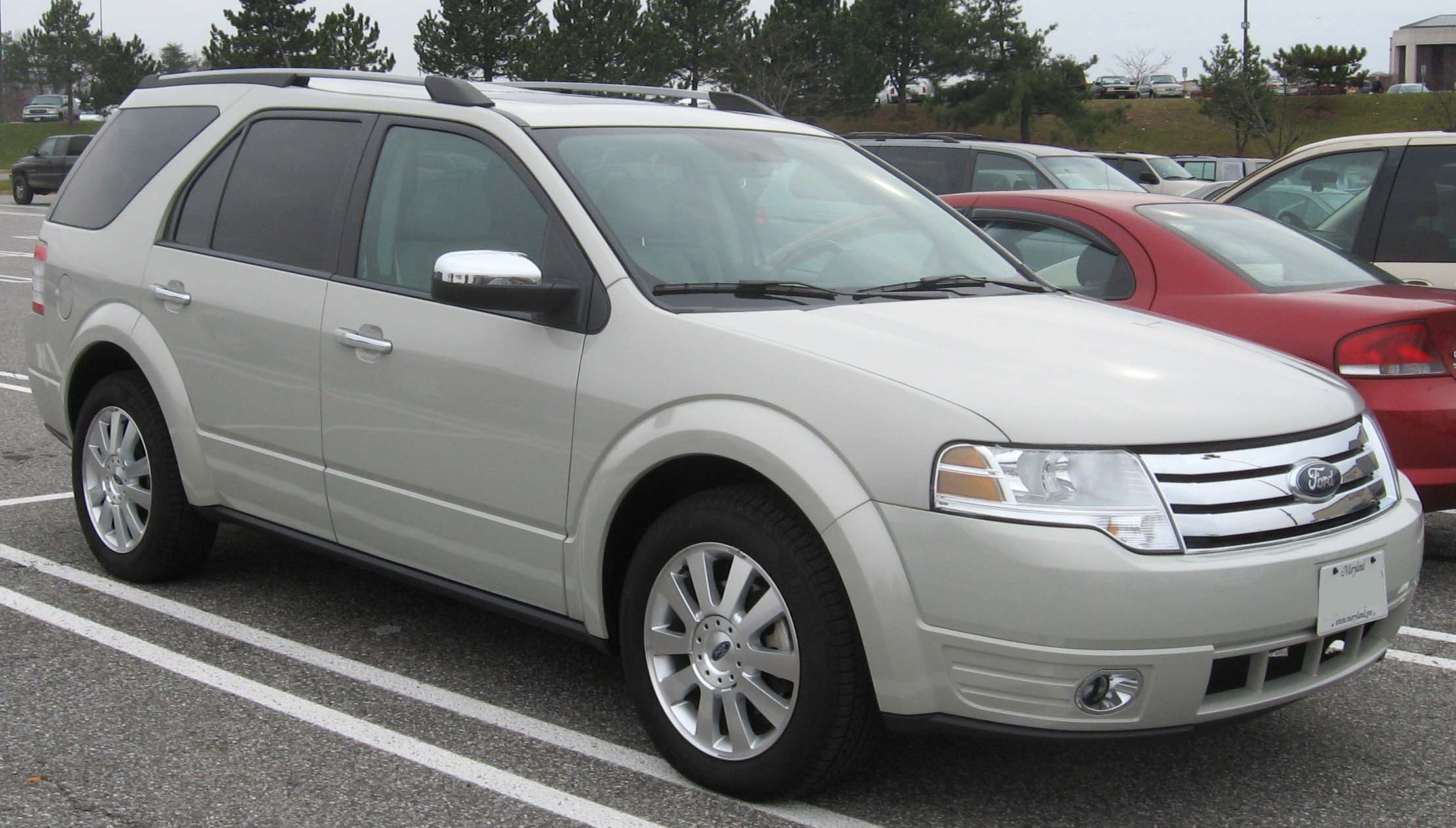
Ford Taurus X (2007–2009)

Der seit 2004 gebaute Ford Five Hundred erhielt im Sommer 2007 für das Modelljahr 2008 ein grundlegendes Facelift und wurde nun wieder unter der Bezeichnung Taurus (das Schwestermodell Montego nun als Sable) angeboten. Wie beim Five Hundred gab es keine Kombiversion mehr, sondern eine SUV-Variante mit der Bezeichnung Taurus X, beim Five Hundred war dies der Ford Freestyle.
Die wichtigsten Veränderungen gegenüber dem Five Hundred betrafen Modifikation beim Design mit einem dreistrebigen Kühlergrill ähnlich dem des Ford Fusion, veränderte Front- und Rückleuchten und motorenmäßig einem neuen 3,5-Liter-Motor mit 194 kW (264 PS), der ebenfalls vom Ford Edge stammte und den bisherigen Dreiliter-V6 mit 149 kW (203 PS) ersetzte. Statt des bisherigen CVT-Getriebes kam eine konventionelle Sechsstufen-Automatik zum Einsatz.

## Taurus (2009–2019)
Mitte 2009 wurde die mittlerweile sechste Generation des Taurus auf dem US-Markt eingeführt.
Dieses Modell gab es in drei Ausstattungslinien. Es waren zwei 3,5-Liter-Motoren mit 196 kW (267 PS) sowie mit 272 kW (370 PS) im Angebot. Die Produktion des Taurus X wurde mit dem Modellwechsel im Sommer 2009 eingestellt und als Nachfolger wird bereits seit 2008 der Flex gebaut. Von dieser Generation gab es nun auch wieder ein Sportmodell SHO.
Nachdem die Herstellung des Crown Victoria im August 2011 ebenfalls beendet wurde, stellt der Taurus seitdem das Spitzenmodell im Limousinen-Segment des Ford-Konzerns dar. Eine Behördenversion wird als Police Interceptor Sedan als Nachfolger des Crown Victoria Police Interceptor angeboten.

### Modellpflege
Für das Modelljahr 2013 erhielt der Taurus im Herbst 2012 ein Facelift. Neben einem modifizierten Kühlergrill wurde auch die Leistung des 3,5-Liter-Motors auf 212 kW angehoben.

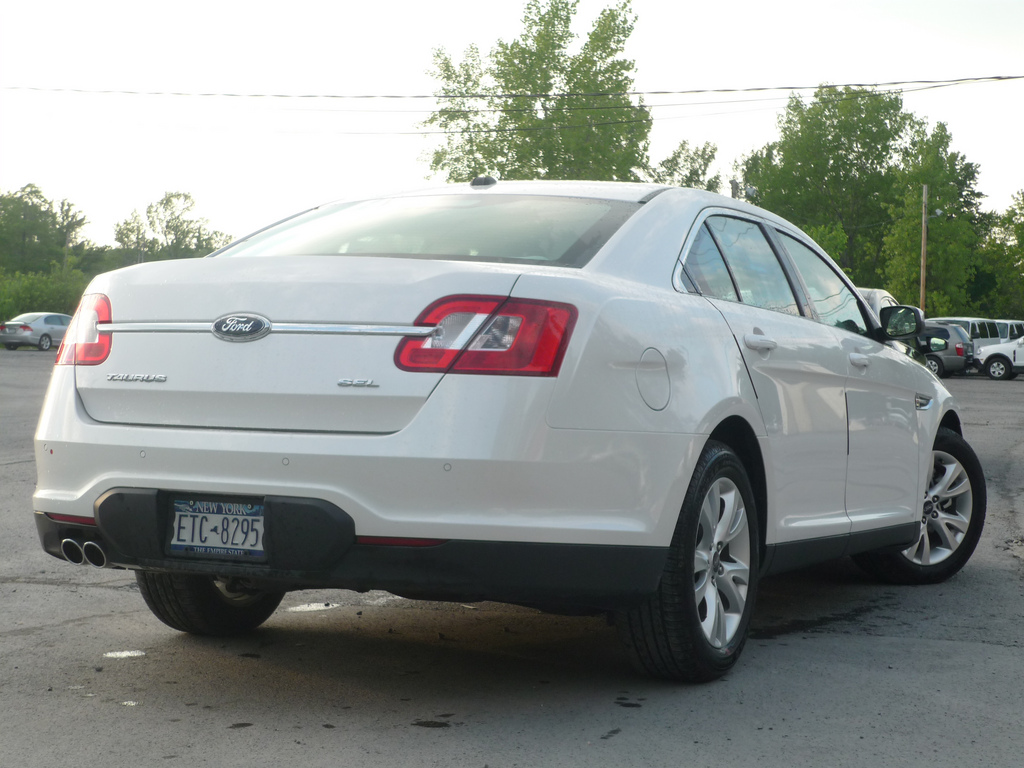
Heckansicht
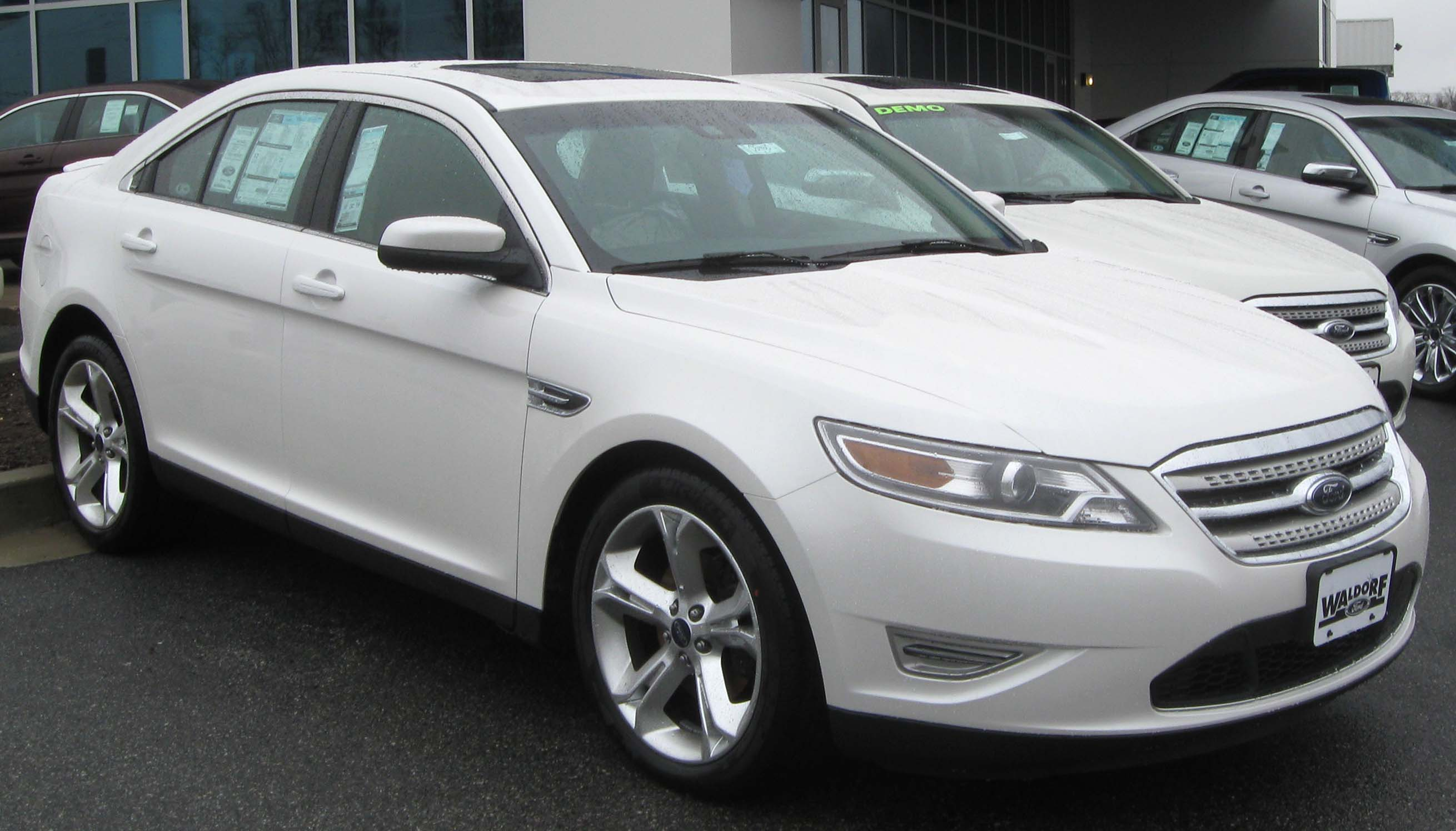
Ford Taurus SHO (2010–2011)
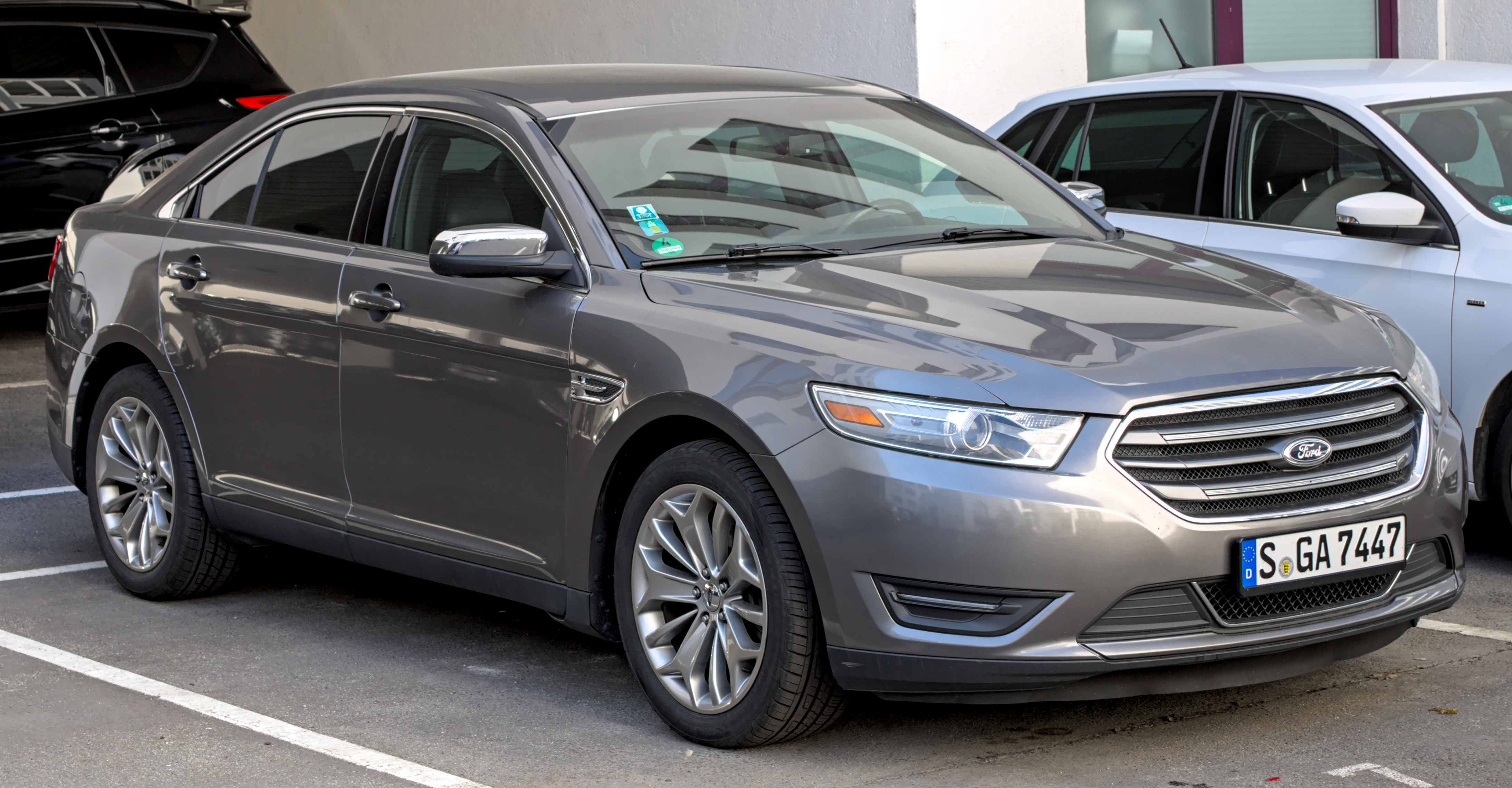
Ford Taurus (2012–2019)
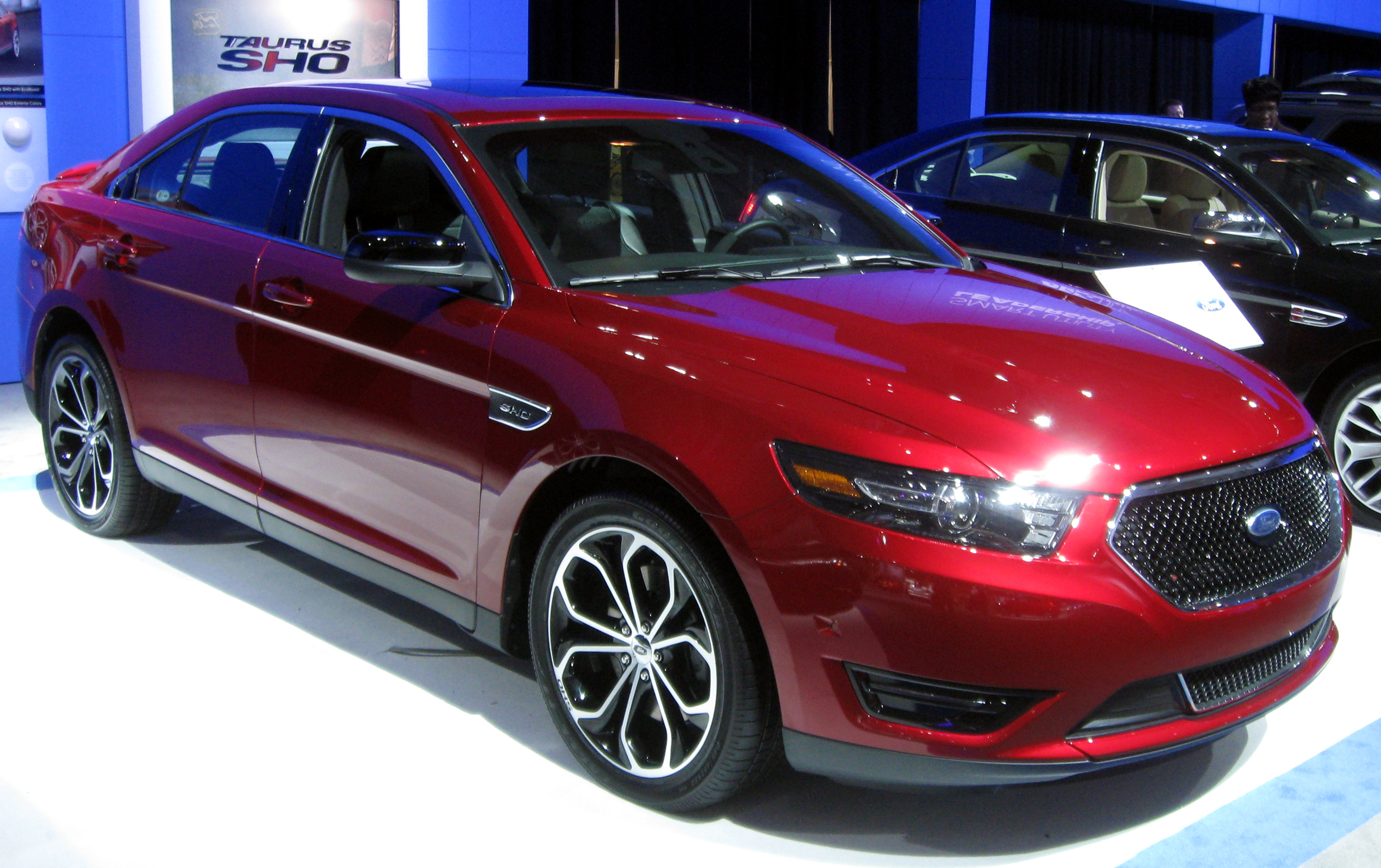
Ford Taurus SHO (2012–2019)

### Motoren
| Modell                              | 3.5 V6 Duratec     | 3.5 V6 Ecoboost    | 3.5 V6 Ecoboost    |
| Hubraum (cm³)                       | 3496               | 3496               | 3496               |
| Max. Leistung (kW/PS)               | 196/267 bei 6250   | 212/288 bei 6500   | 268/365 bei 5500   |
| Max. Drehmoment (Nm)                | 338 bei 4500       | 343 bei 4000       | 475 bei 3500       |
| Höchstgeschwindigkeit (km/h)        |                    |                    |                    |
| Beschleunigung (0–97 km/h [s])      |                    |                    | 5,2                |
| Getriebe (serienmäßig)              | 6-Stufen-Automatik | 6-Stufen-Automatik | 6-Stufen-Automatik |
| Kohlenstoffdioxid-Emissionen [g/km] | 251                |                    |                    |
| Tankinhalt [l]                      | 72                 | 72                 | 72                 |

### Auszeichnungen
- 2009: Top Safety Pick 2010[4]

## Taurus (2016–2022)

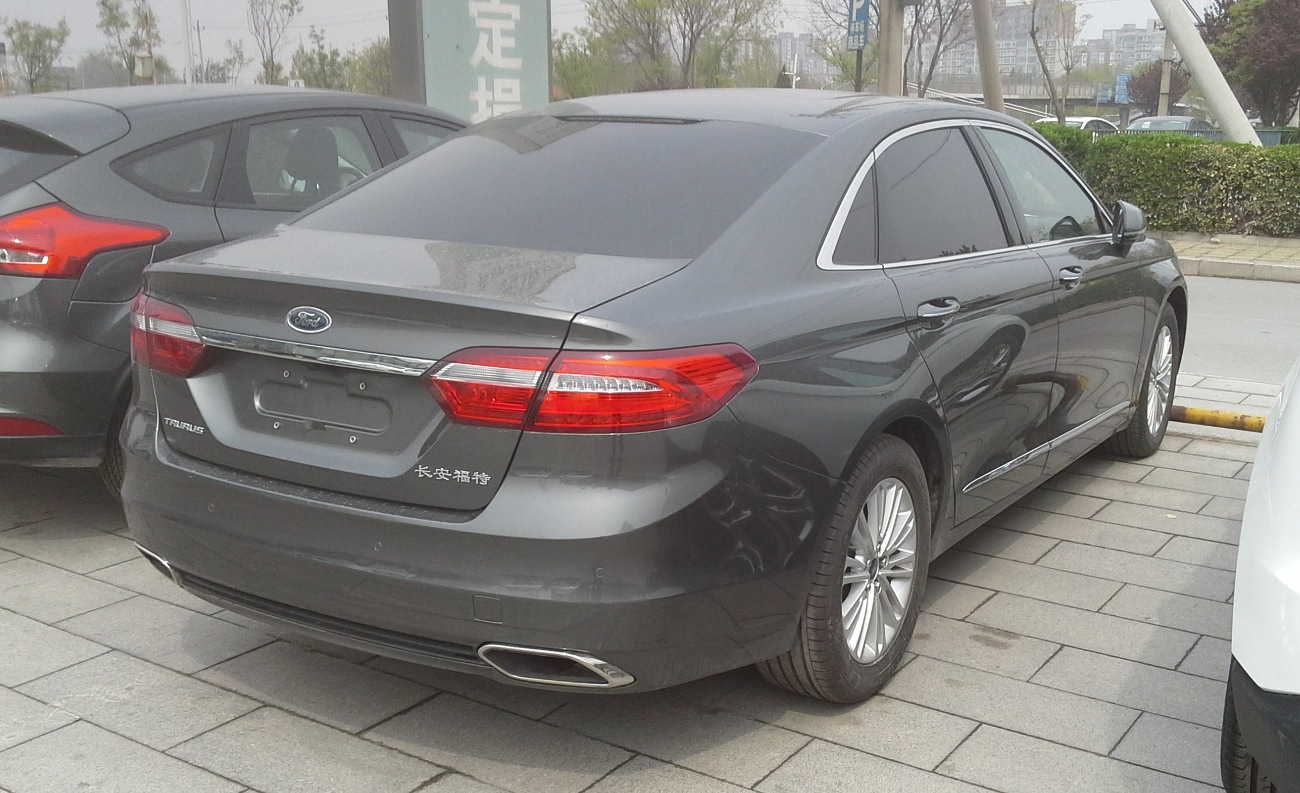
Heckansicht

Die siebte Generation des Taurus wurde im April 2015 auf der Shanghai Auto Show der Öffentlichkeit vorgestellt. Gebaut wurde das Fahrzeug in Hangzhou in China. Zwischen 2016 und 2022 wurde die siebte Generation in China verkauft, auf anderen Märkten wie den USA wurde noch bis 2019 das Vorgängermodell angeboten. 2018 gab Ford bekannt, dass die Modellreihe Taurus in den USA eingestellt wird, ebenso wie der Focus. Ford will, dass zukünftig die Modellpalette in den USA zu 90 % aus SUV besteht. Grund für die Einstellung beider Modelle ist die mangelnde Rentabilität aufgrund geringer Nachfrage. Im nahen Osten wurde der chinesische Taurus hingegen ab 2020 aus China importiert.

### Technische Daten
| Kenngrößen                                  | EcoBoost 180                 | EcoBoost 245                 | EcoBoost 245                 | EcoBoost 325 V6              |
| Bauzeitraum                                 | 01/2016–08/2019              | 01/2016–08/2019              | 08/2019–03/2022              | 01/2016–03/2018              |
| Motorkenndaten                              |                              |                              |                              |                              |
| Motortyp                                    | R4-Ottomotor                 | R4-Ottomotor                 | R4-Ottomotor                 | V6-Ottomotor                 |
| Hubraum                                     | 1499 cm³                     | 1999 cm³                     | 1999 cm³                     | 2694 cm³                     |
| Verdichtungsverhältnis                      | 10 : 1                       | 9,7 : 1                      | 10 : 1                       | 10 : 1                       |
| max. Leistung                               | 133 kW (181 PS) bei 6000/min | 180 kW (245 PS) bei 5500/min | 180 kW (245 PS) bei 5500/min | 242 kW (329 PS) bei 5500/min |
| max. Drehmoment                             | 240 Nm bei 1750–4500/min     | 350 Nm bei 1750–4000/min     | 390 Nm bei 2500–3500/min     | 475 Nm bei 2500–4500/min     |
| Kraftübertragung                            |                              |                              |                              |                              |
| Antrieb, serienmäßig                        | Vorderradantrieb             | Vorderradantrieb             | Vorderradantrieb             | Vorderradantrieb             |
| Getriebe, serienmäßig                       | 6-Stufen-Automatikgetriebe   | 6-Stufen-Automatikgetriebe   | 8-Stufen-Automatikgetriebe   | 6-Stufen-Automatikgetriebe   |
| Messwerte                                   |                              |                              |                              |                              |
| Höchstgeschwindigkeit                       | 208 km/h                     | 218 km/h                     | 228 km/h                     | 234 km/h                     |
| Beschleunigung, 0–100 km/h                  | 10,6 s                       | 7,9 s                        | 8,5 s                        | 6,9 s                        |
| Kraftstoffverbrauch auf 100 km (kombiniert) | 7,1 l Super                  | 8,3 l Super                  | 7,2–7,5 l Super              | 9,2 l Super                  |
| Leergewicht                                 | 1707 kg                      | 1745–1794 kg                 | 1746–1803 kg                 | 1875 kg                      |
| Tankinhalt                                  | 64 l                         | 64 l                         | 64 l                         | 64 l                         |

## Taurus (seit 2022)

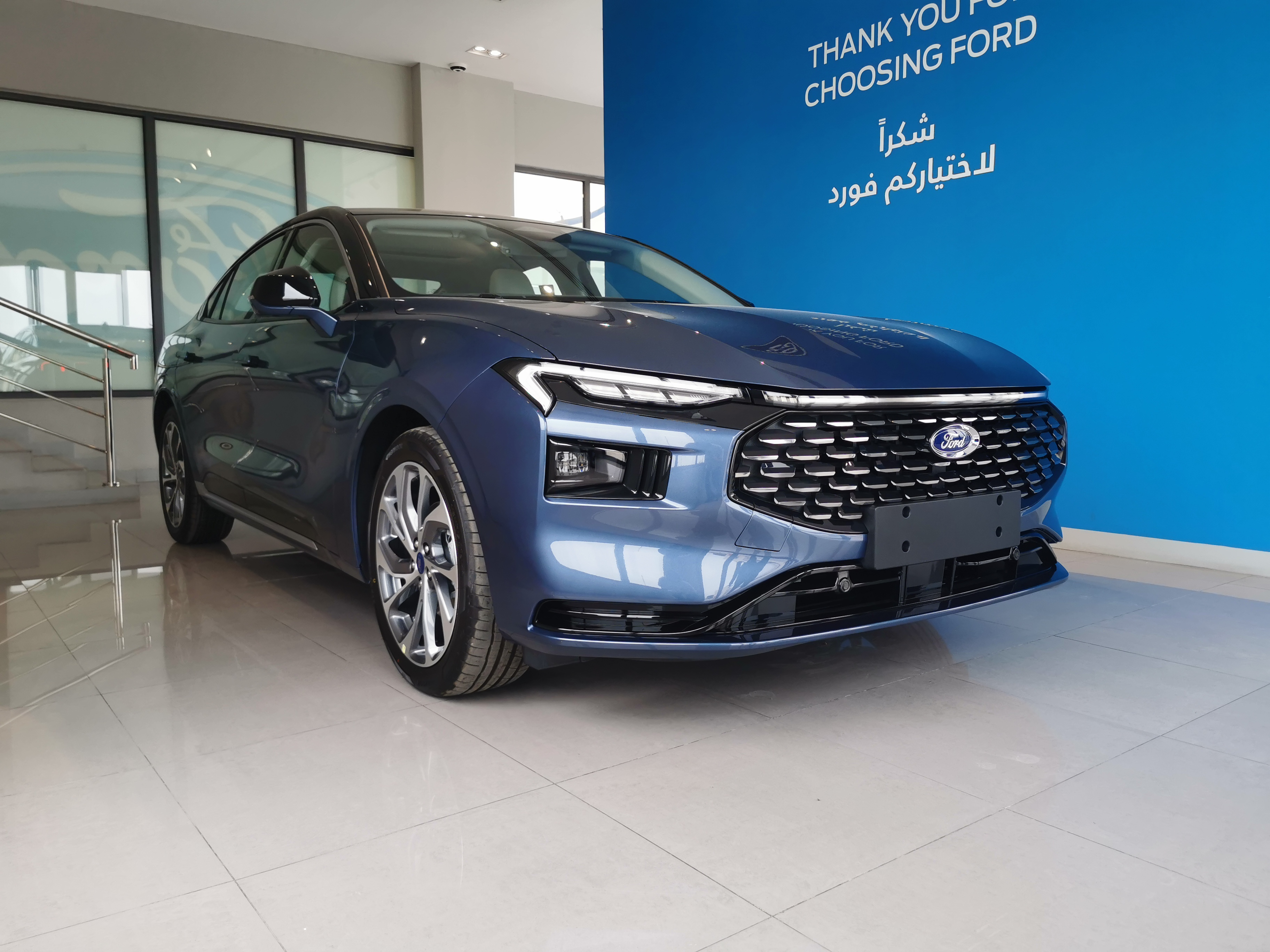
Ford Taurus (seit 2022)

Während in China 2022 die Modellbezeichnung Taurus entfiel, wird im Nahen Osten die ausschließlich in China gebaute sechste Generation des Mondeo als Taurus vermarktet.